# Spondylosoma
Spondylosoma (betekent 'wervellichaam' in het Grieks) is een geslacht van uitgestorven avemetatarsalische archosauriërs, behorend tot de clade Aphanosauria uit de Lower Santa Maria-formatie uit het Laat-Ladinien van het Midden-Trias in het Paleorrota Geopark in Brazilië.

## Geschiedenis
Friedrich von Huene baseerde het geslacht op een fragmentarisch postcraniaal skelet, het holotype GPIT 479/30, dat werd bewaard aan de Universiteit van Tübingen. Dit skelet omvat twee tanden, twee halswervels, vier ruggenwervels, drie sacrale wervels, schouderbladen, een deel van een opperarmbeen, een deel van een dijbeen en een deel van een schaambeen. Destijds dacht hij dat het een prosauropode was. De soortaanduiding betekent 'verborgen' in het Latijn.
Met de ontdekking van de basale dinosauriër Staurikosaurus trok Spondylosoma de aandacht als mogelijk familielid. Auteurs gingen heen en weer over de vraag en beschouwden het als een basale dinosauriër, of als een thecodont of andere basale archosauriër. In 2000 merkte Peter Galton, die de halswervel GPIT 479/30/2 aanwees als lectotype, op dat het dinosauriërkenmerken mist en waarschijnlijk een rauisuchiër was die nauwer verwant was aan rauisuchiden, terwijl Max Langer dit in 2004 betwistte en Spondylosoma opnam als een mogelijke basale dinosauriër vergelijkbaar met de herrerasauriërs. In zijn proefschrift uit 2009 over de evolutie van de archosauriërs plaatste Sterling Nesbitt Spondylosoma als Archosauria incertae sedis, waarbij hij opmerkte dat de kenmerken die Galton gebruikt om het geslacht voorlopig in de Rauisuchidae te plaatsen ook worden gevonden bij Aetosauria, en dat het holotype kenmerken mist om het in Pseudosuchia of Ornithodira te plaatsen.
De herbeschrijving van Teleocrater onthulde talrijke overeenkomsten tussen Spondylosoma en een paar andere Trias-taxa, wat leidde tot hun verwijzing naar een nieuwe clade van archosauriërs, Aphanosauria, het zustertaxon van Ornithodira binnen de Avemetatarsalia.